# Extended Binary Coded Decimal Interchange Code
Extended Binary Coded Decimal Interchange Code (EBCDIC) )é uma codificação de caracteres 8-bit que descende diretamente do código BCD com 6-bit e foi criado pela IBM como um padrão no início dos anos 1960 e usado no IBM System/360.
Como consequência daquela descendência direta o código EBCDIC podia ser truncado para 6 bit dando origem ao código BCD com 6 bit.
Representa uma primeira tentativa de normalização em paralelo com a normalização ASCII utilizada pelo governo dos Estados Unidos no final dos anos 1960.
No EBCDIC são utilizados pela primeira vez 8 bit - 1 byte - para codificar um estado existindo assim a possibilidade de codificar 256 estados diferentes.